# Ляхова Могила

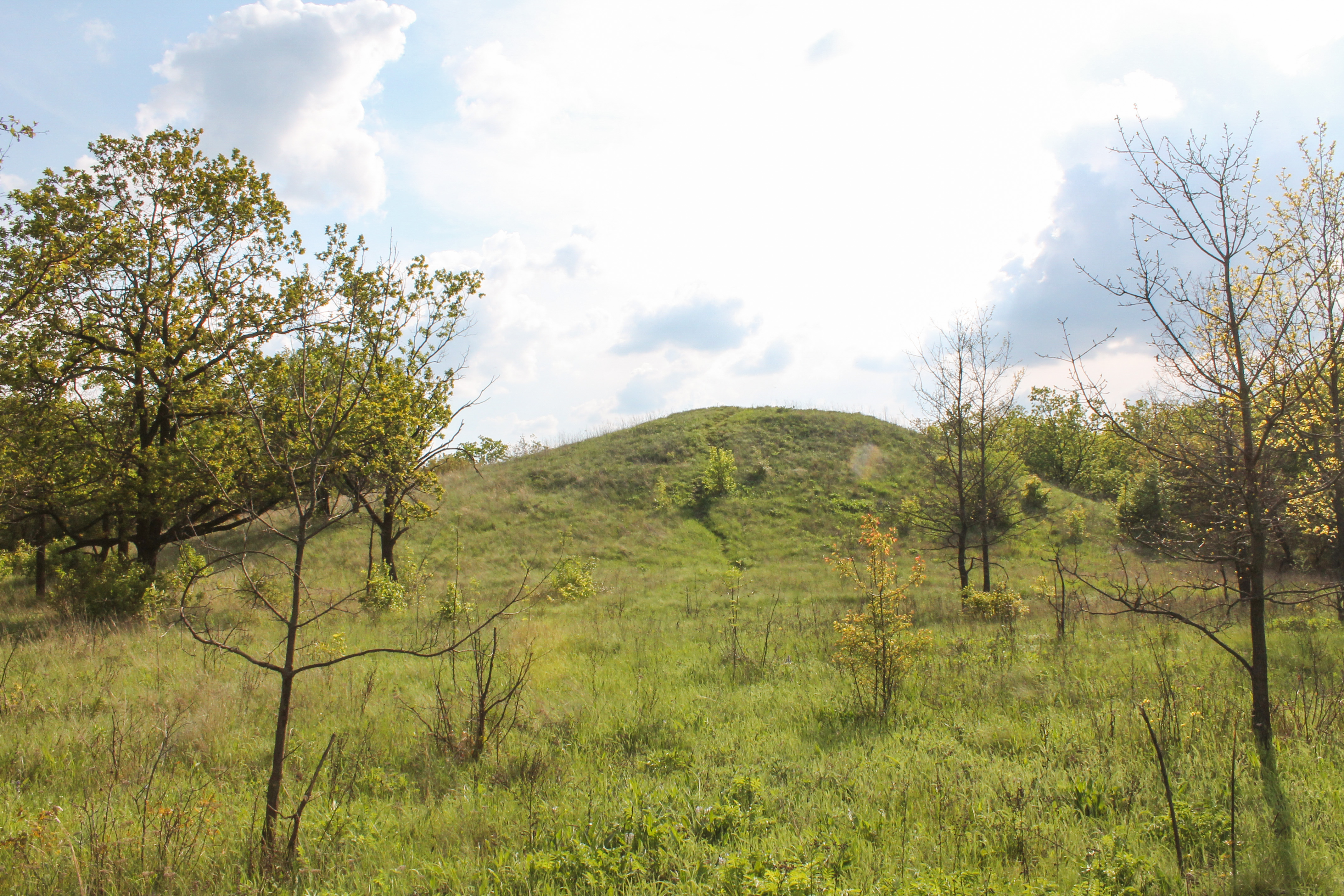
Курган Ляхова Могила

47°53′46″ пн. ш. 33°14′17″ сх. д. / 47.89611° пн. ш. 33.23806° сх. д.
Ляхова Могила — курган в Криворізькому районі Дніпропетровської області.
 Розташований на першому вододілі правого берега Карачунівського водосховища, близько одного кілометра на південь від водойми.
Поблизу розташовано святилище «Горка» та декілька менших курганів, один з яких обнесений валом і ровом (на початку 2000-х років досліджувались студентами історичного факультету Криворізького педагогічного інституту під керівництвом О. О. Мельника).

## Походження назви
Імовірно, назва кургану походить від прізвища (або прізвиська) козака Андрія Ляха, зимівник якого розташовувався на території сучасної південно-західної околиці Центрально-Міського району Кривого Рогу.

## Розміри

Курган на дореволюційній карті. Розташований південно-східніше села Андріївка (на сьогоднішній день — затоплене Карачунівським водосховищем)

За В. Ярошевським, курган мав такі розміри:
- довжина окружності = 207 саж;
- діаметр = 56 саж;
- висота  = 5 — 6 саж.[1] (тобто, близько 11 — 12 м).

## Дослідження кургану
В ХІХ столітті  спроби дослідити курган робив Кнорринг - власник землі, на якій розташоване поховання. 
Досліджувався археологом О. О. Мельником у 1983 році.

## Цікаві факти
- Щорічно у вересні (з 1998 року[2]) біля кургану проходить посвята в історики студентів історичного факультету Криворізького державного педагогічного університету.
- На території святилища розташоване капище з дерев'яними фігурами слов'янських богів.